# 基思·康納斯
基思·康納斯（Carmen Keith Conners，1933年3月20日—2017年7月5日）是美國心理學家，是早期創建注意力不足過動症（ADHD）診斷標準的人之一，他曾創建針對ADHD病患的家長及老師的评定量表（Conners' Rating Scale），以及Conners'成人ADHD自评量表（Conners Adult ADHD Rating Scales，簡稱CAARS），以及，不過他在2013年也曾表示，他認為ADHD有過度診斷的情形。
基思·康納斯在1933年3月20日出生於犹他州的宾厄姆坎宁，家中有三個小孩，父親是麥克·康納斯（Michael Conners）。
基思·康納斯在2017年7月5日在北卡羅來納州的德罕過世，享年84歲。

## 外部連結
- C Keith Conners（页面存档备份，存于）